# Милан Димић
Милан Димић (Соколац, 22. јул 1995) српски је глумац из Републике Српске, БиХ.
Звање аудио-визуелног драмског умјетника-глумца стекао је на Академији умјетности Универзитета у Бањој Луци, у класи проф. Јелене Трепетове Kостић у периоду од 2014. до 2018. године. Дипломиро је са представом „Чорба од канаринца” Милоша Радовића.
Тренутно приводи све обавезе око одбране мастер студија глуме, такође у Бањој Луци, под менторством проф. Велимира Бланића. Оснивач је и педагог у школи глуме „Биг Бен” у Источном Сарајеву. Живи и ствара на Палама и Источном Сарајеву.

## Ауторски пројекти

### Позоришне представе
| Наслов              | Улога                                          | Редитељ                      | Позориште | Премијера        |
| ------------------- | ---------------------------------------------- | ---------------------------- | --------- | ---------------- |
| Има нека тајна веза | поред Душка Трифуновића, глуми још осам ликова | Милан Димић                  |           | Бања Лука, 2018. |
| Чорба од канаринца  | Меда                                           | Милан Димић, Катарина Сарић  |           | Бања Лука, 2018. |
| Кловновске авантуре | Мили                                           | Милан Димић                  |           | Бања Лука, 2019. |
| Кројачки салон      | Светислав                                      | Милан Димић, Огњен Тодоровић |           | Пале, 2021.      |

Монодрама „Има нека тајна веза” инспирисана је ликом и делом песника Душка Трифуновића  играна је преко 75 пута поред Босне и Херцеговине и у Хрватској, Црној Гори, Немачкој, Швајцарској, као и на девет међународних фестивала и то на „Бранковом колу” у Новом Саду, фестивалу монодраме на „Театар фесту” у Бањој Луци, „Данима Зорана Радмиловића” у Зајечару, „Данима Данила Лазовића” у Прибоју, „99. Шантићевим вечерима” у Мостару , фестивалу „Федра” у Бугојну, "Фестивал малих сцена и монодраме" у Источном Сарајеву, “Дани Владе Милошевића” у Бањој Луци, „16. Дани малих ствари” у Требињу.

## Учешће на фестивалима
Значајни моменти у каријери су, представа „Едипов род” у продукцији Националног театра Сјеверне Грчке и представа „Антигона” (спектакл у покрету) одиграна у Солуну на фестивалу посвећеном говорништву и грчкој драми.
Као студент учествовао је и на:
- међународном фестивалу студентског искуства „НАЧАЛО” Станиславски, у организацији Г.И.Т.И.С.-а, Москва, 2016.
- Трећем сазиву младих уметника Југоисточне Европе, Солун, 2019.
- ФИСТ (фестивал интернационалног студентског театра), Београд, 2019.
- Стеријином позорју младих, Нови Сад.

## Филмографија
| Год.  | Назив                                          | Улога \|- style="background: Lavender; text-align:center; " |
| ----- | ---------------------------------------------- | ----------------------------------------------------------- |
| 2020. | Луд, збуњен, нормалан (11. сезона) (ТВ серија) | пилот                                                       |
| 2020. | Милкшејк (кратки играни филм)                  | Дукса                                                       |
| 2021. | Адвокадо (ТВ серија)                           | судски полицајац                                            |
| 2023. | Ургентни центар (српска ТВ серија, 4. сезона)  | Аца                                                         |

## Награде и признања
- 2021. Награда за најбољег глумца Фестивала „16. Дани малих ствари” у Требињу